# Karcinoidni tumor
Karcinoidni tumor je vrsta sporo rastućeg raka i podgrupa neuroendokrinih tumor koji se može pojaviti na nekoliko mesta u telu. Obično počinju u digestivnom traktu (želudac, crvuljak, tanko crevo, debelo crevo, rektum) ili u plućima. Značajno je da karcinoidni tumori mogu biti povezani i sa povećanim koncentracijama u plazmi gastrina, glukagona, inzulina, adrenokortikotropnog hormona (ACTH), paratireoidnog hormona i kalcitonina.
Najčešće ne ispoljavaju znake i simptome do kasne faze bolesti. Kako karcinoidni tumori mogu lučiti  hormone oni uzrokuju znake i simptome kao što su proliv ili crvenilo kože.
Lečenje karcinoidnih tumora obično zahteva kombinovano lečenje — hirurško i medikamentozno. Karcinoidni tumori koji nisu metastazirali mogu se izlečiti samo hirurškim uklanjanjem. Kako tumor najčešće raste jako sporo, čak i pavijenti koji imaju metastaze često prežive 10 do 15 godina.

## Etiopatogeneza
Iako uzrok karcinoidnog tumora nije poznat, smatra se da ona nastaje kada se u ćelijama razvije mutacija DNK. Iako se ne zna uzrok mutacije koja može dovesti do razvoja karcinoidnog tumora, zna se da se ovi promene odvijaju u neuroendokrinskim ćelijama. Mutacije omogućavaju ćeliji da nastavlja rast  i deliti se i onda kada zdrave ćelije normalno izumiru.
Akumulirajuće tumorske ćelije vremenom formira  tumorsko tkivo, koje u daljem toku razvoja može prodreti u obližnje zdravo tkivo ili se proširiti i u druge delove tela.
Neuroendokrine ćelije se fiziološki nalaze u raznim organima u telu, u kojima obavljaju pored funkcije nervnih ćelija i neke endokrine funkcije - proizvode hormone. Neki od hormona koje proizvode neuroendokrine ćelije su: kortizol, histamin, inzulin i serotonin.

### Faktori rizika
Faktori koji povećavaju rizik od razvoja karcinoidnih tumora uključuju:
Životna dob
Stariji odrasli ljudi imaju veću verovatnoću da im se dijagnostikuje karcinoidni tumor nego mlađi ljudi ili deca.
Polne razlike
Žene imaju veću verojatnost da obole od karcinoidnih tumora nego muškarci.
Porodične sklonost
Porodična anamneza multiple endokrine neoplazije, tipa I (MEN I), povećava rizik za pojavu karcinoidnih tumora. Kod ljudi tipa MEN I, višestruki (multipli) tumori se javljaju u žlezdama endokrinog sistema.

## Klinička slika
Manje od 10% bolesnika s karcinoidnim tumorima razvije karcinoidni sindrom, dok se kod većina bolesnika on manifestuje sa simptomima sličnim onima kod drugih vrsta raka creva — bol u vidu grčeva (kao posledica suženja (opstrukcije) creva) i poremećaj u pražnjenju creva, ili su obično nejasni i u zavise od lokalizacije karcinoidnog tumora (vidi tabelu).
Klinički znaci i simptomi u zavisnosti od lokalizacije karcinoidnog tumora 
| Lokalizacija                            | Znaci i simtomi |
| --------------------------------------- | --- |
| Karcinoidni tumori u plućima            | - Bol u grudima - Dispneja - Proliv - Crvenilo ili osećaj toplote po licu i vratu - Debljanje, posebno oko srednjeg i gornjeg dela leđa - Ružičasti ili ljubičaste pruge po koži koje liče na strije          |
| Karcinoidni tumori u digestivnom traktu | - Bol u trbuhu - Proliv - Mučnina, povraćanje i nemogućnost pražnjenja stolice zbog začepljenja creva (opstrukcija creva) - Rektalno krvarenje - Bol u rektumu - Crvenilo ili osećaj toplote po licu i vratu. |

## Dijagnoza
Karcinoidni tumori se dijagnostikuje slikovnim metodama (rendgenografijom, kompjutorizovanom tomografijom (CT), magnetnom rezonancom (MRI), endoskopskim pregledom i laboratorijskim analizama  mokraće (merenjem količine 5-hidroksiindoleaoctične kiseline (5HIAA) ― jednog od metabolita serotonina u bolesnikovoj mokraći,  sakupljane tokom 24 časa).
U cilju postavljanja dijagnoze lekar može izazvati crvenilopo koži davanjem pacijentu kalcijum glukonata, kateholamina, pentagastrina ili alkohola. Međutim, kako provokativni testovi mogu uzrokovati neugodne i katkada ozbiljne simptome, ovi testovi se izvode samo pod strogim nadzorom u bolnici. 
Sveobuhvatno dijagnostikovanje ponekad zahteva eksploraciju trbuha kako se otkrilo mesto jednog (ili više) tumora i utvrdila proširenost rasta tumora.
Dijagnostička arteriografija i radionuklidna scintigrafija novije su tehnike za otkrivanje karcinoidnog tumora i praćen je njegovog rasta. Naime novija saznanja pokazala su da većina karcinoida ima receptore za hormon somatostatin, pa se nakon ubrizgavanjaradioaktivnog oblika somatostatina u krv nuklearnom scintigrafijom otkriva karcinoid i njegove metastazau, oko 90% tumora.

## Terapija
Terapija ograničenog karcinoidnog tumor na neko specifično područje, kao što su pluća, crvuljak, tanko crievo ili rektum,  može se lečiti hirurškim uklanjanjem tog organa. Ako se tumor proširio u jetru, kao što se može dogoditi kada je tumor lokalizovan izvan pluća, operacija nema nikakvog smisla ali može pomoći dijagnostici problema i olakšati simptome.
Terapija lokalizovanih neuroendokrinih tumorа gastrointestinalnog trakta
Glavni tretman lokalizovanih tumora je operacija. Uloga adjuvantne terapije još nije utvrđena. Adjuvantna hemoterapija se smatra razumnom za G3 tumore. 
Terapija široko rasprostranjeni tumorski procesi i rekurentnih tumora
Hirurški tretman se koristi za smanjenje tumorske mase (citoreduktivna hirurgija), što je posebno važno za tumore koji proizvode hormone, a može se koristiti sekvencijalno ili u kombinaciji sa terapijom lekovima.
Druge citoreduktivne metode
U ove metod spadaju radiofrekventna ablacija, embolizacija i hemoembolizacija metastaza u jetri. Transplantacija jetre se može razmotriti u odabranim slučajevima (mladi pacijenti bez potvrđenog proširenja tumora i resekcije primarnog tumora).
Zračenje i hemoterapija
Zračenje i hemoterapija često su bez rezultat u izlečenju karcinoidnih tumora. Međutim, simptome mogu olakšati kombinacije nekih hemoterapijskih lekova (streptozocin s fluorouracilom i katkada doksorubicin). Oktreotid može olakšati simptome, a tamoksifen, interferon alfa i eflornitin mogu smanjiti rast tumora.
Terapija lekovima
Terapija lekovima (hemoterapija, ciljana terapija) je standard za maligne endokrine tumore pankreasa i slabo diferencirane neoplazme drugih lokalizacija (stopa odgovora 30-50%).
Fenotiazin, cimetidin i fentolamin se koriste za suzbijanje napada crvenila kože, kao i prednizon (kod bolesnika sa karcinoidnim tumorima pluća koji imaju epizode jakog napada crvenila) 
Proliv se može suzbiti kodeinom, tinkturom opijuma, difenoksilatom, ciproheptadinom i metisergidom. 
Visoki krvni pritisak se može lečiti različitim antihipertenzivnim lekovima, npr. metildopom i fenoksibenzaminom.
Bioterapija analozima somatostatina i α-interferonima je efikasna protiv udruženih kliničkih sindroma, uzrokovane hiperprodukcijom i lučenjem hormona (karcinoidni sindrom, hipoglikemijski sindrom, Colinger—Elisonov sindrom i dr.), dokazano je delotvoran kod 60% pacijenata. Kombinacija analoga somatostatina i α-interferona pokazala je efikasnost kod pacijenata rezistentnih na druge lekove. Algoritam za izbor tretmana zavisi od vrste tumora i zasniva se na klasifikacijama SZO i preporukama Evropskog društva za proučavanje neoplazme (ENETS).

## Komplikacije
Ćelije karcinoidnih tumora mogu lučiti hormone i druge supstance, koje izazivajući niz komplikacija, koje uključuju:
Karcinoidni sindrom
Karcinoidni sindrom čini skup znakova i simptoma koji nastaje u bolesnika s neuroendokrinim tumorima, sklonim stvaranju velike količine hormona i proteina (najčešće serotonina). Karcinoidni sindrom, koji se karakteriše crvenilom kože, sekretornim prolivom i bronhospazmom (sa otežanim disanjem), javlja se sekundarno kao paraneoplastični efekt vazoaktivnih tumorskih proizvoda poput serotonina i to samo u prisustvu metastatskog širenja.
Stopa učestalosti karcinoidnog sindroma se razlikuju u zavisnosti od lokacije primarnog tumora, kreće se u rasponu od 22% do 32% svih neuroepitelnih tumora tankog creva i 8% svih plućnih tumora.  
Karcinoidna bolest srca
Karcinoidna bolest srca nastaje kao posldica lučenja hormona koji mogu izazvati zadebljanje sluzokože komora srca, mišića, zalistaka i krvnih sudova. To može dovesti do nefunkcionalnosti srčanih zalistaka i insuficijencije srca, i zahteva  hitnu operaciju, zamenu zalistaka. Karcinoidna bolest srca se obično može kontrolisati lekovima.
Karcinoidna bolest srca javlja se kod oko 5 od svakih 10 bolesnika sa karcinoidnim sindromom, i češča je kod neuroendokrinih tumora koji su započeli u tankom crevu.
Kušingov sindrom
Kušingov sindrom je jedna od koplikacija koju može izazvati timor na plućima jer utiče na proizvodnju viška hormona zbog kojeg telo može proizvesti previše hormona kortizola.

## Napomene
1. ↑  Najmanje 3 dana pre laboratorijske analize pacijent ne sme jesti hranu koja je bogata serotoninom (banane, paradajez, šljive, avokado, ananas, plavi paradajez i orahe), ili uzimati lekove, guaifenezin (nalazi se u mnogim sirupima protiv kašlja), metokarbamol (opušta mišiće) i fenotiazini (sredstva za smirenje) koji takođe ometaju rezultate analize.

## Literatura
- Rui Pedro Neto da Silva Abreu, Appendiceal neuroendocrine tumors: approach and treatment, Journal of Coloproctology, Abreu, Rui Pedro Neto da Silva (2018). „Appendiceal neuroendocrine tumors: Approach and treatment”. Journal of Coloproctology. 38 (pages=doi=10.1016/j.jcol.2018.05.010): 337—342. doi:10.1016/j.jcol.2018.05.010.. (2018).

- Salman Guraya, Prognostic significance of circulating microRNA-21 expression in esophageal, pancreatic and colorectal cancers; a systematic review and meta-analysis, International Journal of Surgery, Guraya, Salman (2018). „Prognostic significance of circulating microRNA-21 expression in esophageal, pancreatic and colorectal cancers; a systematic review and meta-analysis”. International Journal of Surgery. 60 (pages=doi=10.1016/j.ijsu.2018.10.030): 41—47. PMID 30336280. doi:10.1016/j.ijsu.2018.10.030.. (2018).
- Q.B. Tran, R. Mizumoto, S. Ratnayake and B. Strekozov, Metastatic gastric adenocarcinoma and synchronous carcinoid tumour mimicking appendicitis: A case report, International Journal of Surgery Case Reports, Tran, Q.B.; Mizumoto, R.; Ratnayake, S.; Strekozov, B. (2018). „Metastatic gastric adenocarcinoma and synchronous carcinoid tumour mimicking appendicitis: A case report”. International Journal of Surgery Case Reports. 44 (pages=doi=10.1016/j.ijscr.2018.02.023): 93—97. PMC 5856669 . PMID 29482082. doi:10.1016/j.ijscr.2018.02.023.. 44, (93-97), (2018).
- Krystallenia I Alexandraki, Gregory A Kaltsas, Simona Grozinsky-Glasberg, Eleftherios Chatzellis and Ashley B Grossman, Appendiceal neuroendocrine neoplasms: diagnosis and management, Endocrine-Related Cancer, Alexandraki, Krystallenia I.; Kaltsas, Gregory A.; Grozinsky-Glasberg, Simona; Chatzellis, Eleftherios; Grossman, Ashley B. (2016). „Appendiceal neuroendocrine neoplasms: Diagnosis and management”. Endocrine-Related Cancer. 23 (pages=doi=10.1530/ERC–15–0310): R27—R41. PMID 26483424. doi:10.1530/ERC-15-0310.. 23, 1, (R27-R41), (2016).
- Rebecca F Lyons, Muhammad Irfan, Ronan Waldron, Niamh Bambury, Fadel Bennani, Tamas Nemeth, Waqar Khan and Kevin Barry, Malignant neuroendocrine tumour of the appendix in childhood with loco-regional lymph node invasion, Diagnostic Pathology, Lyons, Rebecca F.; Irfan, Muhammad; Waldron, Ronan; Bambury, Niamh; Bennani, Fadel; Nemeth, Tamas; Khan, Waqar; Barry, Kevin (2015). „Malignant neuroendocrine tumour of the appendix in childhood with loco-regional lymph node invasion”. Diagnostic Pathology. 10 (pages=doi=10.1186/s13000-015-0287-z). PMID 26022184. doi:10.1186/s13000-015-0287-z . Непознати параметар |article-number= игнорисан (помоћ). 10, 1, (2015).
- A. D. Malkan, F. N. Wahid, I. Fernandez-Pineda and J. A. Sandoval, Appendiceal carcinoid tumor in children: implications for less radical surgery?, Clinical and Translational Oncology, Malkan, A. D.; Wahid, F. N.; Fernandez-Pineda, I.; Sandoval, J. A. (2015). „Appendiceal carcinoid tumor in children: Implications for less radical surgery?”. Clinical and Translational Oncology. 17 (pages=doi=10.1007/s12094-014-1196-4): 197—200. PMID 24965691. doi:10.1007/s12094-014-1196-4.. 17, 3, (197-200), (2014).
- Hirotaka Shoji, Hirofumi Kon, Takahisa Ishikawa, Susumu Shibasaki, Shigenori Homma, Hideki Kawamura, Norihiko Takahashi and Akinobu Taketomi, A Case of Goblet Cell Carcinoid of the Appendix: A Review of the Published 57 Literatures in Japan, Nihon Gekakei Rengo Gakkaishi (Journal of Japanese College of Surgeons), Shoji, Hirotaka; Kon, Hirofumi; Ishikawa, Takahisa; Shibasaki, Susumu; Homma, Shigenori; Kawamura, Hideki; Takahashi, Norihiko; Taketomi, Akinobu (2015). „A Case of Goblet Cell Carcinoid of the Appendix: A Review of the Published 57 Literatures in Japan”. Nihon Gekakei Rengo Gakkaishi (Journal of Japanese College of Surgeons). 40 (pages=doi=10.4030/jjcs.40.266): 266—272. doi:10.4030/jjcs.40.266.. 40, 2, (266-272), (2015).
- Kung-Chen Ho, Chien-Liang Liu, Jie-Jen Lee, Tsan-Pai Liu, Wen-Chin Ko and Jiunn-Chang Lin, Goblet Cell Carcinoid of Appendix, Journal of Cancer Research and Practice, Ho, Kung-Chen; Liu, Chien-Liang; Lee, Jie-Jen; Liu, Tsan-Pai; Ko, Wen-Chin; Lin, Jiunn-Chang (2014). „Goblet Cell Carcinoid of Appendix”. Journal of Cancer Research and Practice. 1 (pages=doi=10.1016/S2311-3006(16)30029-5): 82—87. doi:10.1016/S2311-3006(16)30029-5.. 1, 1, (82-87), (2014).
- Alpin D. Malkan and John A. Sandoval, Controversial tumors in pediatric surgical oncology, Current Problems in Surgery, Malkan, Alpin D.; Sandoval, John A. (2014). „Controversial tumors in pediatric surgical oncology”. Current Problems in Surgery. 51 (pages=doi=10.1067/j.cpsurg.2014.11.004): 478—520. PMID 25524425. doi:10.1067/j.cpsurg.2014.11.004.. 51, 12, (478-520), (2014).
- Aydın Ş Köksal, İsmail Hakkı Kalkan, Hakan Yıldız, Rıza Sarper Ökten, Gürel Neşşar and Nurgül Şaşmaz, Direct Visualization of an Extremely Rare Malignancy: Adenocarcinoma of the Appendix, American Journal of Gastroenterology, Köksal, Aydın Ş.; Kalkan, İsmail Hakkı; Yıldız, Hakan; Ökten, Rıza Sarper; Neşşar, Gürel; Şaşmaz, Nurgül (2013). „Direct Visualization of an Extremely Rare Malignancy: Adenocarcinoma of the Appendix”. American Journal of Gastroenterology. 108 (pages=doi=10.1038/ajg.2012.339): 149—150. PMID 23287952. doi:10.1038/ajg.2012.339.. 108, 1, (149-150), (2013).
- Kelly R. Dietz, Arnold C. Merrow, Daniel J. Podberesky and Alexander J. Towbin, Beyond acute appendicitis: imaging of additional pathologies of the pediatric appendix, Pediatric Radiology, Dietz, Kelly R.; Merrow, Arnold C.; Podberesky, Daniel J.; Towbin, Alexander J. (2013). „Beyond acute appendicitis: Imaging of additional pathologies of the pediatric appendix”. Pediatric Radiology. 43 (pages=doi=10.1007/s00247-012-2565-1): 232—242. PMID 23179488. doi:10.1007/s00247-012-2565-1.. 43, 2, (232-242), (2012).
- T. Ploenes, N. Börner, C. J. Kirkpatrick and A. Heintz, Neuroendocrine Tumour, Mucinous Adenocarcinoma and Signet-Ring Cell Carcinoma of the Appendix: Three Cases and Review of Literature, Indian Journal of Surgery, Ploenes, T.; Börner, N.; Kirkpatrick, C. J.; Heintz, A. (2013). „Neuroendocrine Tumour, Mucinous Adenocarcinoma and Signet-Ring Cell Carcinoma of the Appendix: Three Cases and Review of Literature”. Indian Journal of Surgery. 75 (pages=doi=10.1007/s12262-012-0704-4): 299—302. PMID 24426597. doi:10.1007/s12262-012-0704-4.. 75, S1, (299-302), (2012).
- Ulrich-Frank Pape, Aurel Perren, Bruno Niederle, David Gross, Thomas Gress, Frederico Costa, Rudolf Arnold, Timm Denecke, Ursula Plöckinger, Ramon Salazar and Ashley Grossman, ENETS Consensus Guidelines for the Management of Patients with Neuroendocrine Neoplasms from the Jejuno-Ileum and the Appendix Including Goblet Cell Carcinomas, Neuroendocrinology, Pape, Ulrich-Frank; Perren, Aurel; Niederle, Bruno; Gross, David; Gress, Thomas; Costa, Frederico; Arnold, Rudolf; Denecke, Timm; Plöckinger, Ursula; Salazar, Ramon; Grossman, Ashley; Barcelona Consensus Conference participants (2012). „ENETS Consensus Guidelines for the Management of Patients with Neuroendocrine Neoplasms from the Jejuno-Ileum and the Appendix Including Goblet Cell Carcinomas”. Neuroendocrinology. 95 (pages=doi=10.1159/000335629): 135—156. PMID 22262080. doi:10.1159/000335629.. 95, 2, (135-156), (2012).
- Dora Lam-Himlin and Elizabeth A. Montgomery, The neoplastic appendix: a practical approach, Diagnostic Histopathology, Lam-Himlin, Dora; Montgomery, Elizabeth A. (2011). „The neoplastic appendix: A practical approach”. Diagnostic Histopathology. 17 (pages=doi=10.1016/j.mpdhp.2011.06.012): 395—403. doi:10.1016/j.mpdhp.2011.06.012.. 17, 9, (395-403), (2011).
- Kjell Öberg, Gastrointestinal Carcinoid Tumors (Gastrointestinal Neuroendocrine Tumors) and the Carcinoid Syndrome, Sleisenger and Fordtran's Gastrointestinal and Liver Disease, Öberg, Kjell (2010). „Gastrointestinal Carcinoid Tumors (Gastrointestinal Neuroendocrine Tumors) and the Carcinoid Syndrome”. Sleisenger and Fordtran's Gastrointestinal and Liver Disease. стр. 475—490.e4. ISBN 978-1-4160-6189-2. doi:10.1016/B978-1-4160-6189-2.00031-7.. (475-490.e4), (2010).
- Yoon Ho KO, Se Hoon PARK, Chan‐Kwon JUNG, Hye Sung WON, Sook Hee HONG, Ji Chan PARK, Sang Young ROH, In Sook WOO, Jin Hyoung KANG, Young Seon HONG and Jae Ho BYUN, Clinical characteristics and prognostic factors for primary appendiceal carcinoma, Asia-Pacific Journal of Clinical Oncology, 6, 1, (19-27), (2010).
- Rondell Patrell Darrell Graham, Nadia Patricia Williams and Kamille Aisha West, Primary epithelial tumours of the appendix in a black population: A review of cases, World Journal of Gastroenterology, Graham, Rondell Patrell Darrell; Williams, Nadia Patricia; West, Kamille Aisha (2009). „Primary epithelial tumours of the appendix in a black population: A review of cases”. World Journal of Gastroenterology. 15 (12): 1472—1474. PMC 2665141 . PMID 19322920. doi:10.3748/wjg.15.1472 .. 15, 12, (1472), (2009).
- Anne Couvelard and Alain Sauvanet, Gastroenteropancreatic neuroendocrine tumors: indications for and pitfalls of frozen section examination, Virchows Archiv, Couvelard, Anne; Sauvanet, Alain (2008). „Gastroenteropancreatic neuroendocrine tumors: Indications for and pitfalls of frozen section examination”. Virchows Archiv. 453 (pages=doi=10.1007/s00428-008-0678-6): 441—448. PMID 18839209. doi:10.1007/s00428-008-0678-6.. 453, 5, (441-448), (2008).
- Robert G. Magner and Timothy L. Owens, Goblet Cell Carcinoid of the Appendix, Journal of Diagnostic Medical Sonography, Magner, Robert G.; Owens, Timothy L. (2007). „Goblet Cell Carcinoid of the Appendix”. Journal of Diagnostic Medical Sonography. 23 (pages=doi=10.1177/8756479307308184): 357—360. doi:10.1177/8756479307308184.. 23, 6, (357-360), (2016).
- Mark E. O’Donnell, Stephen A. Badger, Garth C. Beattie, Jim Carson and W. Ian H. Garstin, Malignant neoplasms of the appendix, International Journal of Colorectal Disease, o'Donnell, Mark E.; Badger, Stephen A.; Beattie, Garth C.; Carson, Jim; Garstin, W. Ian H. (2007). „Malignant neoplasms of the appendix”. International Journal of Colorectal Disease. 22 (pages=doi=10.1007/s00384-007-0304-0): 1239—1248. PMID 17447078. doi:10.1007/s00384-007-0304-0.. 22, 10, (1239-1248), (2007).
- Rosario Fornaro, Marco Frascio, Camilla Sticchi, Luigi De Salvo, Cesare Stabilini, Francesca Mandolfino, Barbara Ricci and Ezio Gianetta, Appendectomy or Right Hemicolectomy in the Treatment of Appendiceal Carcinoid Tumors?, Tumori Journal, Fornaro, Rosario; Frascio, Marco; Sticchi, Camilla; De Salvo, Luigi; Stabilini, Cesare; Mandolfino, Francesca; Ricci, Barbara; Gianetta, Ezio (2007). „Appendectomy or Right Hemicolectomy in the Treatment of Appendiceal Carcinoid Tumors?”. Tumori Journal. 93 (pages=doi=10.1177/030089160709300612): 587—590. PMID 18338494. doi:10.1177/030089160709300612.. 93, 6, (587-590), (2018).

## Spoljašnje veze
|  | Molimo Vas, obratite pažnju na važno upozorenje u vezi sa temama iz oblasti medicine (zdravlja). |

|  | Molimo Vas, obratite pažnju na važno upozorenje u vezi sa temama iz oblasti medicine (zdravlja). |